# Cardioglossa gratiosa
Cardioglossa gratiosa е вид жаба от семейство Arthroleptidae. Видът не е застрашен от изчезване.

## Разпространение
Разпространен е в Габон, Демократична република Конго, Екваториална Гвинея и Камерун.